# Campionato Primavera 1992-1993
Il campionato Primavera 1992-1993 è la 31ª edizione del campionato Primavera. Il detentore del trofeo è il Torino.
La squadra vincitrice del torneo è stata l'Atalanta che, guidata da Cesare Prandelli, si è aggiudicata il titolo di campione nazionale per la prima volta nella sua storia. Nella doppia finale per l'aggiudicazione dello scudetto, i bergamaschi hanno battuto la Lazio per 3-0 nella gara di andata disputata allo stadio Flaminio di Roma, bissando lo stesso punteggio nella gara di ritorno al Comunale di Bergamo.
Tra i giocatori atalantini si segnalano: Marco Ambrosio, Paolo Foglio, Simone Pavan, Emanuele Tresoldi, William Viali, Mirko Poloni, Alessio Tacchinardi, Tomas Locatelli, Domenico Morfeo, Federico Pisani e Gianluca Savoldi.